# Vals-les-Bains
Vals-les-Bains je francouzská obec v departementu Ardèche v regionu Auvergne-Rhône-Alpes. V roce 2010 zde žilo 3 649 obyvatel. Je centrem kantonu Vals-les-Bains.